# Indal
Indal är en tätort i Sundsvalls kommun och kyrkbyn i Indals socken. Den ligger vid Indalsälven, cirka 25 km nordväst om Sundsvall.

## Befolkningsutveckling
| Befolkningsutvecklingen i Indal 1960–2020                                  | Befolkningsutvecklingen i Indal 1960–2020 | Befolkningsutvecklingen i Indal 1960–2020 | Befolkningsutvecklingen i Indal 1960–2020 | Befolkningsutvecklingen i Indal 1960–2020 |
| -------------------------------------------------------------------------- | ----------------------------------------- | ----------------------------------------- | ----------------------------------------- | ----------------------------------------- |
|                                                                            |                                           |                                           |                                           |                                           |
| År                                                                         |                                           |                                           | Folkmängd                                 | Areal (ha)                                |
| 1960                                                                       | 1960                                      |                                           | 233                                       |                                           |
| 1965                                                                       | 1965                                      |                                           | 312                                       |                                           |
| 1970                                                                       | 1970                                      |                                           | 394                                       |                                           |
| 1975                                                                       | 1975                                      |                                           | 609                                       |                                           |
| 1980                                                                       | 1980                                      |                                           | 754                                       |                                           |
| 1990                                                                       | 1990                                      |                                           | 782                                       | 92                                        |
| 1995                                                                       | 1995                                      |                                           | 727                                       | 93                                        |
| 2000                                                                       | 2000                                      |                                           | 687                                       | 93                                        |
| 2005                                                                       | 2005                                      |                                           | 666                                       | 94                                        |
| 2010                                                                       | 2010                                      |                                           | 661                                       | 93                                        |
| 2015                                                                       | 2015                                      |                                           | 949                                       | 244                                       |
| 2020                                                                       | 2020                                      |                                           | 964                                       | 250                                       |
| Anm.: sammanvuxen 2015 med småorterna Kävsta och Östanskär och södra Arklo |                                           |                                           |                                           |                                           |

## Samhället
På orten finns en förskola, skola (årskurs 1-6). Där finns också allaktivitetshuset Häreborg med bibliotek, ungdomsgård, pizzeria och danslokal.

## Idrott
Här finns en idrottsklubb vid namn Indals IF som spelar sina hemmamatcher på Indals idrottsplats Härevallen.
Idrottsanläggningar på orten är en, fotbollsplaner, multiarena med bl.a basketplan, löparbana, längdhoppsgrop och ett elljusspår.
En stundande fullstor idrottshall byggs under 2022-2024 av Sundsvalls Kommun. Beräknad klar september -24